# Q-Faktor (Fahrrad)
Der Q-Faktor beim Fahrrad bezeichnet den seitlichen Abstand der Montagepunkte der Pedale an der Kurbelgarnitur. Damit ist er ein Maß für die Standbreite auf dem Rad.
Der Abstand setzt sich zusammen aus dem horizontal gemessenen Abstand der äußeren Fläche der linken Tretkurbel zur Rahmenmitte und dem gleichen Abstand der äußeren Fläche der rechten Kurbel zur Rahmenmitte. Häufig sind diese beiden Abstände gleich. Manchmal ist die rechte Kurbel einige Millimeter weiter vom Rahmen entfernt, z. B. um Platz für einen Kettenschutzkasten zu schaffen. Der Q-Faktor wird maßgeblich bestimmt von der Wellenlänge des Innenlagers sowie der Kröpfung der Tretkurbeln.
Beim Gehen setzen die meisten Menschen die Füße annähernd in einer geraden Linie auf. Dies lässt vermuten, dass ein kleiner Q-Faktor ergonomischer ist als ein weiter Pedalabstand. Wird im Stehen gefahren, so erfordert ein größerer Pedalabstand vermehrt den Einsatz von Oberkörper und Armen, um die Kräfte auszugleichen, die beim Treten seitlich der Mittenachse des Rades eingebracht werden.
Liegen die Pedale weiter auseinander, so erhöht sich das Risiko, das kurveninnere Pedal bei Seitenlage in engen und schnell gefahrenen Kurven aufzusetzen. 
Bei Liegerädern mit aerodynamischer Vollverkleidung kann ein besonders kleiner Q-Faktor wünschenswert sein, weil er eine leichte und windschnittige, schmale Bauweise ermöglicht. 

## Entwicklung
Früher war die Angabe des Q-Faktors nicht üblich. Der Pedalabstand war bei den meisten Fahrrädern ähnlich groß und es wurden geradlinige Kurbeln eingesetzt, so dass die Länge der Welle des Innenlagers in etwa dem Q-Faktor entsprach.
Heute werden Innenlagerwellen von etwa 105 mm bis über 135 mm Länge angeboten, um die Kettenlinie anpassen zu können und etwa bei Tandems ein zusätzliches Kettenblatt auf der linken Seite unterzubringen. Zusätzlich hängt der Q-Faktor von der Form der Kurbeln ab, die inzwischen fast immer nach außen gekröpft (geschwungen) sind.
Durch die Verwendung von breiteren Reifen und eines dritten Kettenblatts bei Mountainbikes erhöhte sich der Q-Faktor. Bei Mountainbikes wird auch die früher gängige Einbaubreite des Innenlagers von 68 mm inzwischen häufig erhöht und 73 mm könnte sich als neuer Standard etablieren. 
Bei Rennradkurbeln wird nach wie vor ein geringer Q-Faktor angestrebt, um ein effizientes Pedalieren zu ermöglichen.